# Harvey Evans
Harvey Evans (Cincinnati, 7 gennaio 1941 – Englewood, 24 dicembre 2021) è stato un attore e ballerino statunitense, noto soprattutto come interprete di musical.

## Biografia
Ha debuttato a teatro adolescente nel 1956, con il tour statunitense del musical Damn Yankees, e l'anno successivo debuttò a Broadway con New Girl in Town con Thelma Ritter. Dopo aver recitato nel tour Babes in Arms in Florida, nel 1957 tornò a Broadway nella hit West Side Story, a cui seguirono Redhead con Gwen Verdon e Gypsy: A Musical Fable con Ethel Merman. Dopo il flop Anyone Can Whistle con Angela Lansbury nel 1965, Evans lasciò New York e si unì al secondo tour statunitense del musical Hello, Dolly! con la star originale Carol Channing: dopo circa due anni in tournée, Evans tornò a Broadway nella produzione stabile di Dolly! in scena allo Shubert Theatre. A Dolly! seguirono altri due musical a Broadway, The Boy Friend (1970) e Follies (1971).
Dopo un'assenza di quasi dieci anni, tornò a Broadway nel 1980, come sostituto di Jim Dale nel ruolo del protagonista del musical Barnum. Nel decennio successivo recitò in altre tre produzioni di Follies, a San Jose (1987), Houston (1987) e Long Beach (1990), a cui seguirono altri tre allestimenti nel 1998 (San Jose), 2003 (Ann Arbour) e 2004 (Irvine). Dopo Barnum recitò a Broadway altre tre volte, in Sunset Boulevard (1994), The Scarlet Pimpernel (1997) e Oklahoma! (2002).

## Filmografia
- Il giuoco del pigiama (The Pajama Game), regia di George Abbott e Stanley Donen (1957)
- West Side Story, regia di Jerome Robbins e Robert Wise (1961)
- Operazione terrore (Experiment in Terror), regia di Blake Edwards (1962)
- Mary Poppins, regia di Robert Stevenson (1964)
- Come d'incanto (Enchanted), regia di Kevin Lima (2007)
- West Side Story, regia di Steven Spielberg (2021)